# Керелин Спаркс
Керелин Спаркс (на английски: Kerrelyn Sparks) е американска писателка на произведения в жанра исторически и паранормален любовен роман.

## Биография и творчество
Керелин Фей Спаркс е родена на 1 февруари 1955 г. в Хюстън, Тексас, САЩ. Израства в Тексас заедно с четиримата си братя. От малка е запалена читателка на романтична литература.
Работи като танцьорка на степ и като гимназиална учителка по френски език и история.
Започва да пише през 1997 г. но неуспешно, затова през 1998 г. се присъединява към Асоциацията на писателите на любовни романи на Америка.
Първият ѝ роман „For Love or Country“ е издаден през 2002 г.
През 2002 г. е издаден романът ѝ „Как да се омъжиш за вампир милионер“ от поредицата „Рискована любов“. Главната героиня Шана е зъболекарка, която се страхува от кръв и е преследвана от наемен убиец – вампир. Тя е спасена от стария румънски вампир Роман, който е изобретил синтетична кръв и я предлага като фюжън кухня. Връзката им се развива в неочаквана посока. Романът става бестселър и я прави известна. Удостоен е с наградата „Призм“ за паранормален любовен роман.
Керелин Спаркс живее със семейството си в Кати, района на Голям Хюстън.

## Произведения

### Серия „Исторически романси“ (Historical Romance)
1. For Love or Country (2002) – издаден и като „The Forbidden Lady“ (2012)
2. Less Than a Gentleman (2013)

### Серия „Рискована любов“ (Love at Stake)
1. How to Marry a Millionaire Vampire (2005)
Как да се омъжиш за вампир милионер, изд.: „Тиара Букс“, София (2012), прев. Димитрия Петрова
2. Vamps and the City (2006)
Вампирите и градът, изд.: „Тиара Букс“, София (2013), прев. Димитрия Петрова
3. Be Still My Vampire Heart (2007)
Сърце на вампир, изд.: „Тиара Букс“, София (2014), прев. Димитрия Петрова
4. The Undead Next Door (2008)
Неочаквана любов, изд.: „Тиара Букс“, София (2014), прев. Димитрия Петрова
5. All I Want for Christmas is a Vampire (2008)
Коледно желание, изд.: „Тиара Букс“, София (2014), прев. Димитрия Петрова
6. Secret Life of a Vampire (2009)
Тайният живот на един Казанова, изд.: „Тиара Букс“, София (2015), прев. Гергана Мазганова
7. Forbidden Nights with a Vampire (2009)
Забранени нощи, изд.: „Тиара Букс“, София (2015), прев. Радка Русева
8. The Vampire and the Virgin (2010)
9. Eat Prey Love (2010)
10. Vampire Mine (2011)
11. Sexiest Vampire Alive (2011)
12. Wanted: Undead or Alive (2012)
13. Wild About You (2012)
14. The Vampire With the Dragon Tattoo (2013)
15. How to Seduce a Vampire (Without Really Trying) (2014)
16. Crouching Tiger, Forbidden Vampire (2014)

### Серия „Прегърнатите“ (The Embraced)
1. How to Tame a Beast in Seven Days (2017)
2. So I Married a Sorcerer (2017)
3. Eight Simple Rules for Dating a Dragon (2018)

### Сборници
- „A Very Vampy Christmas“ в Sugarplums and Scandal (2006) – с Лори Авокато, Дана Камерън, Мери Дейнъм, Кейт Лъндън и Сюзан Макферсън
- „V is for Vamp Woman“ в Vampires Gone Wild (2006) – с Памела Палмър, Аманда Ариста и Ким Фалконър
- „V is for Vamp Woman“ в It Happened One Valentine's Day: An Avon Romance Valentine's Day Sampler (2013) – с Елоиса Джеймс, Линси Сандс, Джанийн Фрост, Лиз Карлайл, Палмела Палмър, Рейчъл Гибсън, Ема Кейн